# Eerste Divisie 2011-12
La Eerste Divisie 2011-12, conocida como Jupiler League por motivos de patrocinio, es la quincuagesimasexta edición de la Eerste Divisie desde su creación en 1955. Que comenzó en agosto de 2011 con los primeros partidos de la temporada y terminará en junio con el nacompetitie , un torneo de promoción y descenso con participación de los equipos de la eredivisie 16 y 17 puesto.

## Ascensos y descensos
| Torneo         | Descendidos a la Topklasse |
| -------------- | -------------------------- |
| Eerste Divisie | RBC Roosendaal             |

| Torneo    | Ascendido a la Eerste Divisie |
| --------- | ----------------------------- |
| Topklasse | Almere City FC                |

| Pos | Ascendidos a la Eredivisie |
| --- | -------------------------- |
| 1º  | RKC Waalwijk               |

| Pos | Descendidos a la Eerste Divisie |
| --- | ------------------------------- |
| 18º | Willem II                       |

## Equipos de la temporada 2011/12
| Club               | Ciudad     |
| ------------------ | ---------- |
| AGOVV Apeldoorn    | Apeldoorn  |
| Cambuur Leeuwarden | Leeuwarden |
| FC Den Bosch       | Bolduque   |
| FC Dordrecht       | Dordrecht  |
| FC Eindhoven       | Eindhoven  |
| FC Emmen           | Emmen      |
| Sparta Rotterdam   | Róterdam   |
| Fortuna Sittard    | Sittard    |
| Go Ahead Eagles    | Deventer   |

| Club                | Ciudad     |
| ------------------- | ---------- |
| Helmond Sport       | Helmond    |
| MVV Maastricht      | Maastricht |
| TOP Oss             | Oss        |
| Almere City FC      | Almere     |
| Stormvogels Telstar | Velsen     |
| BV Veendam          | Veendam    |
| Willem II           | Willem     |
| FC Zwolle           | Zwolle     |

## Tabla de posiciones
| Pos. | Equipo              | Pts | PJ | PG | PE | PP | GF | GC | DIF |
| ---- | ------------------- | --- | -- | -- | -- | -- | -- | -- | --- |
| 1    | FC Zwolle (C)       | 72  | 34 | 22 | 5  | 7  | 67 | 37 | +30 |
| 2    | Sparta Rotterdam    | 65  | 34 | 19 | 8  | 7  | 59 | 32 | +27 |
| 3    | FC Eindhoven        | 63  | 34 | 18 | 9  | 7  | 52 | 33 | +19 |
| 4    | Helmond Sport (P)   | 62  | 34 | 18 | 8  | 8  | 62 | 50 | +12 |
| 5    | Willem II (P)       | 58  | 34 | 17 | 7  | 10 | 67 | 41 | +26 |
| 6    | FC Den Bosch (P)    | 57  | 34 | 16 | 9  | 9  | 57 | 32 | +25 |
| 7    | Cambuur Leeuwarden  | 56  | 34 | 16 | 8  | 10 | 68 | 44 | +24 |
| 8    | MVV Maastricht      | 51  | 34 | 14 | 9  | 11 | 59 | 55 | +4  |
| 9    | Go Ahead Eagles     | 50  | 34 | 14 | 8  | 12 | 65 | 56 | +9  |
| 10   | FC Dordrecht        | 50  | 34 | 13 | 11 | 10 | 56 | 62 | -6  |
| 11   | Fortuna Sittard     | 48  | 34 | 13 | 9  | 12 | 62 | 51 | +11 |
| 12   | BV Veendam          | 48  | 34 | 14 | 6  | 14 | 57 | 55 | +2  |
| 13   | Almere City FC      | 40  | 34 | 11 | 7  | 16 | 52 | 62 | -10 |
| 14   | TOP Oss             | 35  | 34 | 10 | 5  | 19 | 56 | 76 | -20 |
| 15   | Stormvogels Telstar | 32  | 34 | 9  | 5  | 20 | 45 | 70 | -25 |
| 16   | BV Veendam          | 22  | 34 | 4  | 10 | 20 | 42 | 67 | -25 |
| 16   | AGOVV Apeldoorn     | 19  | 34 | 5  | 4  | 25 | 36 | 94 | -58 |
| 18   | FC Emmen*           | 17  | 34 | 6  | 5  | 23 | 24 | 73 | -49 |

| Asciende a la Eredivisie 2012-13 | Playoffs de ascenso Ronda 2 | Playoffs de ascenso Ronda 1 | Desciende |

| (C) Campeón    |
| (P) Playoffs   |
| (D) Descendido |

- Emmen pierde seis puntos debido a irregularidades financieras

## Ronda 1
| Local           | Resultado | Visitante       |
| --------------- | --------- | --------------- |
| Go Ahead Eagles | 1 - 1     | Den Bosch       |
| Den Bosch       | 2 - 0     | Go Ahead Eagles |

| Local              | Resultado | Visitante          |
| ------------------ | --------- | ------------------ |
| MVV Maastricht     | 0 - 2     | Cambuur Leeuwarden |
| Cambuur Leeuwarden | 0 - 1     | MVV Maastricht     |

## Ronda 2
| Local         | Resultado | Visitante     |
| ------------- | --------- | ------------- |
| Den Bosch     | 0 - 0     | De Graafschap |
| De Graafschap | 1 - 1     | Den Bosch     |

| Local            | Resultado | Visitante        |
| ---------------- | --------- | ---------------- |
| Willem II        | 2 - 1     | Sparta Rotterdam |
| Sparta Rotterdam | 1 - 1     | Willem II        |

| Local         | Resultado | Visitante     |
| ------------- | --------- | ------------- |
| Helmond Sport | 1 - 0     | Eindhoven     |
| Eindhoven     | 0 - 2     | Helmond Sport |

| Local     | Resultado | Visitante |
| --------- | --------- | --------- |
| Cambuur   | 0 - 0     | VVV-Venlo |
| VVV-Venlo | 4 - 3     | Cambuur   |

## Ronda 3
| Local                                                     | Resultado | Visitante |
| --------------------------------------------------------- | --------- | --------- |
| Den Bosch                                                 | 0 - 0     | Willem II |
| Willem II                                                 | 2 - 1     | Den Bosch |
| Willem II asciende a la eredivisie con un global de 1 - 2 |           |           |

| Local                                                        | Resultado | Visitante     |
| ------------------------------------------------------------ | --------- | ------------- |
| Helmond Sport                                                | 1 - 2     | VVV-Venlo     |
| VVV-Venlo                                                    | 2 - 2     | Helmond Sport |
| VVV-Venlo permaneció en la eredivisie con un global de 3 - 4 |           |               |